# 1609
| 1609               |
| ------------------ |
| Dødsfald - Fødsler |
|                    |

| Gregoriansk kalender | 1609 MDCIX              |
| Ab urbe condita      | 2362                    |
| Armensk kalender     | 1058 ԹՎ ՌԾԸ             |
| Kinesiske kalender   | 4305 – 4306 戊申 – 己酉 |
| Etiopisk kalender    | 1601 – 1602             |
| Jødisk kalender      | 5369 – 5370             |
| Hindukalendere       |                         |
| - Vikram Samvat      | 1664 – 1665             |
| - Shaka Samvat       | 1531 – 1532             |
| - Kali Yuga          | 4710 – 4711             |
| Iransk kalender      | 987 – 988               |
| Islamisk kalender    | 1018 – 1019             |

Konge i Danmark: Christian 4. – 1588-1648
Se også 1609 (tal)

## Begivenheder
- 23. februar - den svenske konge Karl 9. lader lederne af en pro-polsk opstand henrette
- 12. september - Henry Hudson engelsk opdagelsesrejsende, opdager Hudson-floden i staten New York
- 22. september - en halv million maurere udvises af Spanien, efter at befolkningen er blevet opflammet af kirken
- 12. oktober - Three Blind Mice publiceres i London. Det menes, at være den første verdslige sang, der bliver trykt

## Født
- Hannibal Sehested
- 18. marts - Frederik 3., dansk konge (død 1670).
- 22. marts - Johan 2. Kasimir Vasa af Polen, polsk-litauisk konge (død 1672)
- 14. oktober - Ernst Günther 1. af Slesvig-Holsten-Sønderborg-Augustenborg, sønderjysk hertug (død 1689)
- 25. november - Henriette Marie af Frankrig, fransk prinsesse og dronning af England, Skotland og Irland (død 1669)

## Dødsfald
- 21. januar - Joseph Justus Scaliger, fransk filolog (født 1540)
- 15. juli - Annibale Carracci, italiensk maler (født 1560)
- 16. december - Arild Huitfeldt, dansk historiker (født 1546)